# Göyçay

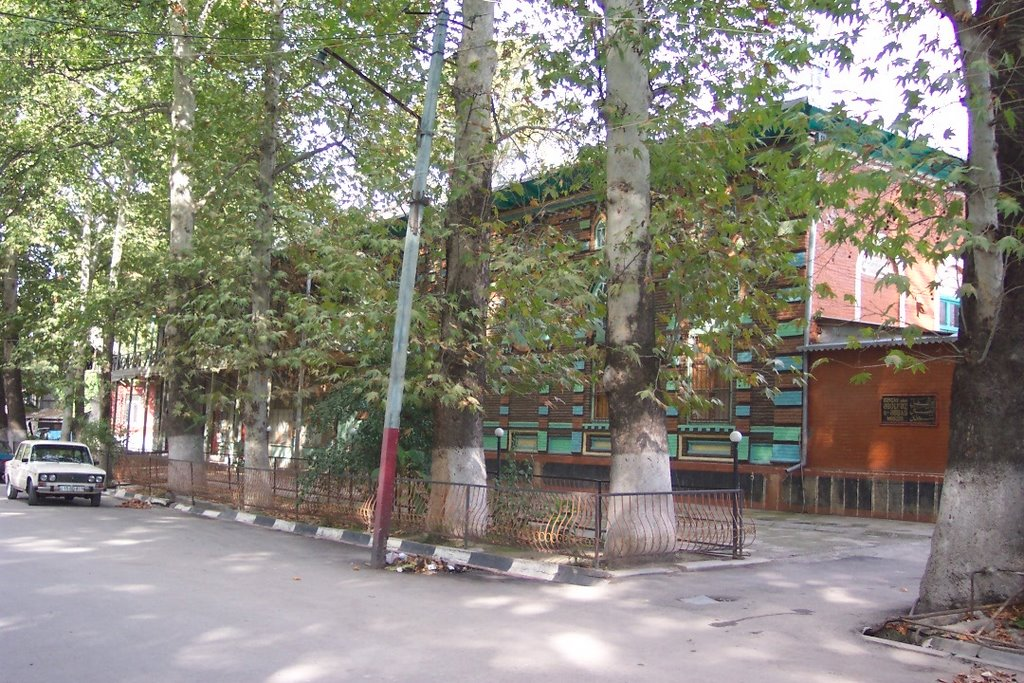
Göyçay-moskee, gebouwd in 1903

Göyçay (ook Goychay) is een stad in Azerbeidzjan en is de hoofdplaats van het district Göyçay.
De stad telt 36.100 inwoners (01-01-2012).